# Johan Herman Sigismund van Nagell
Johan Herman Sigismund van Nagell, heer van de beide Ampsen en Wisch (Ampsen, 12 oktober 1730 – Den Haag, 30 oktober 1784), raad, schepen en burgemeester van Lochem, schout van Zutphen, landdrost van het Kwartier van Zutphen.

## Leven en werk
Van Nagell was lid van de familie Van Nagell en een zoon van Hendrik Jacob van Nagell, heer van de beide Ampsen, Marhulsen en Overlaer (1695-1742) en Anna Dorothea Christina Albertina des H.R.Rijksbarones van Heiden (1693-na 1765).
Hij trouwde te Rotterdam op 11 december 1754 met Maurice Constance le Leu de Wilhem (1736-1813), dochter van mr. Paul Sebastiaan le Leu de Wilhem, heer van Besoyen (1691-1759), burgemeester van Rotterdam en Geertruid Noorthey (1707-1760).
Uit dit huwelijk werden de volgende kinderen geboren:
- Anne Willem Carel baron van Nagell, heer van Rijnenburg (1756-1851), minister van buitenlandse zaken
- Paul David Sigismund Maurits van Nagell (1757-1844), getrouwd met Constance Hermine Albertine von Quadt-Wickrath-Hüchtenbruck, vrouwe van Gartrop (1772-1842), dochter van Karel Willem graaf von Quadt-Wickrath-Hüchtenbruck en Anna Louise Maria Elisabeth baronesse van Nagell.
- Jacques Albert Louis Frederic Charles baron van Nagell, heer van Rijnenburg en Wisch (1762-1831), lid van de Provinciale en Gedeputeerde Staten van Gelderland

Vanaf 1749 was Van Nagell burgemeester van Lochem, in 1752 werd hij Lid van de ridderschap van Zutphen. Van 1753 tot 1784 was hij lid van de Gedeputeerde Staten van Gelderland, in 1758 werd hij benoemd tot schout van het Scholtambt van Zutphen, welke functie ook wel wordt omschreven als 'scholtus binnen en buiten Zutphen' en in 1767 werd hij ook landdrost van het landdrostambt van Zutphen. Doordat hij de laatste twee functies gecombineerd uitvoerde werd hij ook wel aangeduid als luitenant-stadhouder in het Kwartier van Zutphen.

### Kinderen

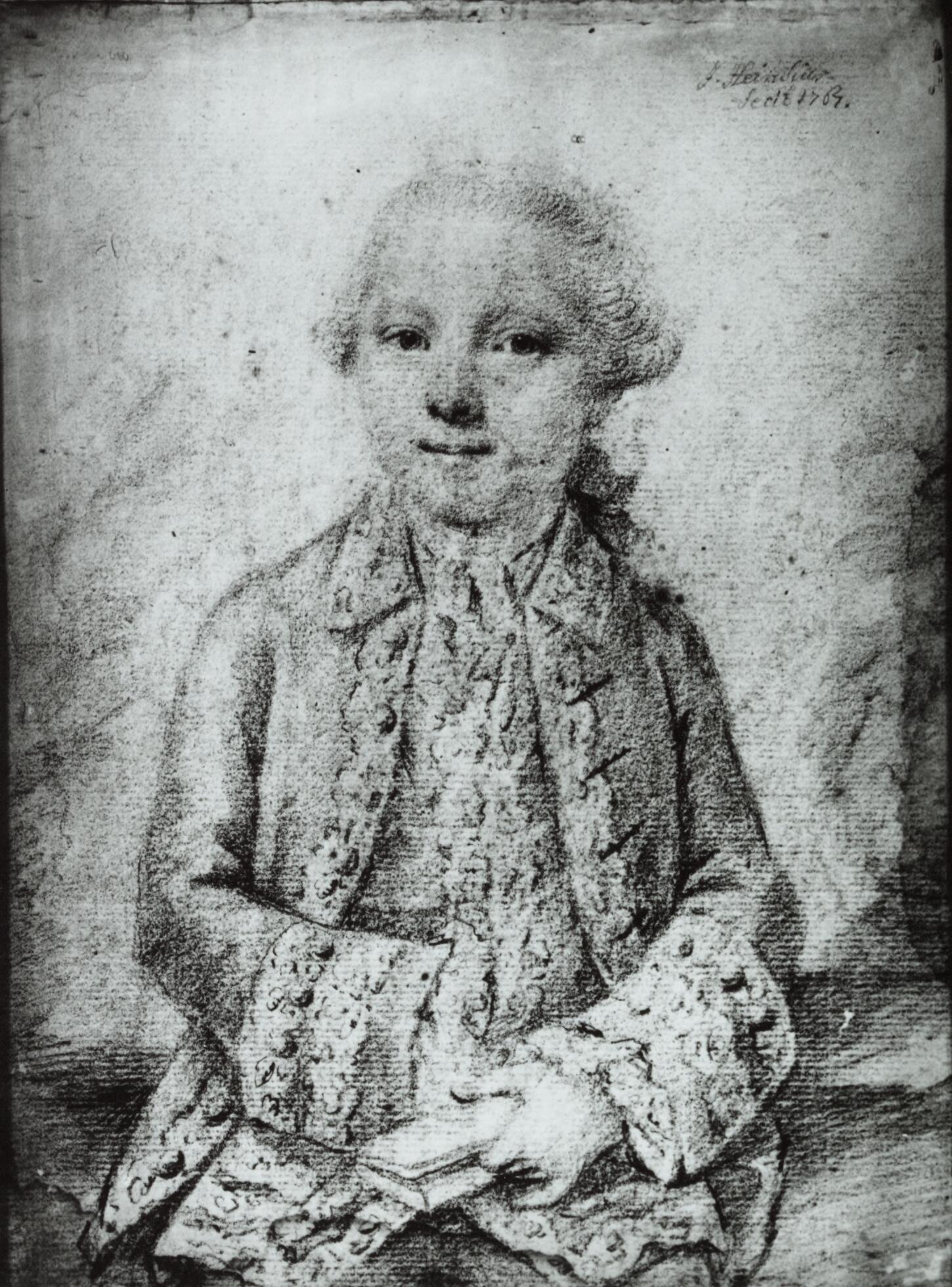
Anne Willem Carel baron van Nagell op 9-jarige leeftijd
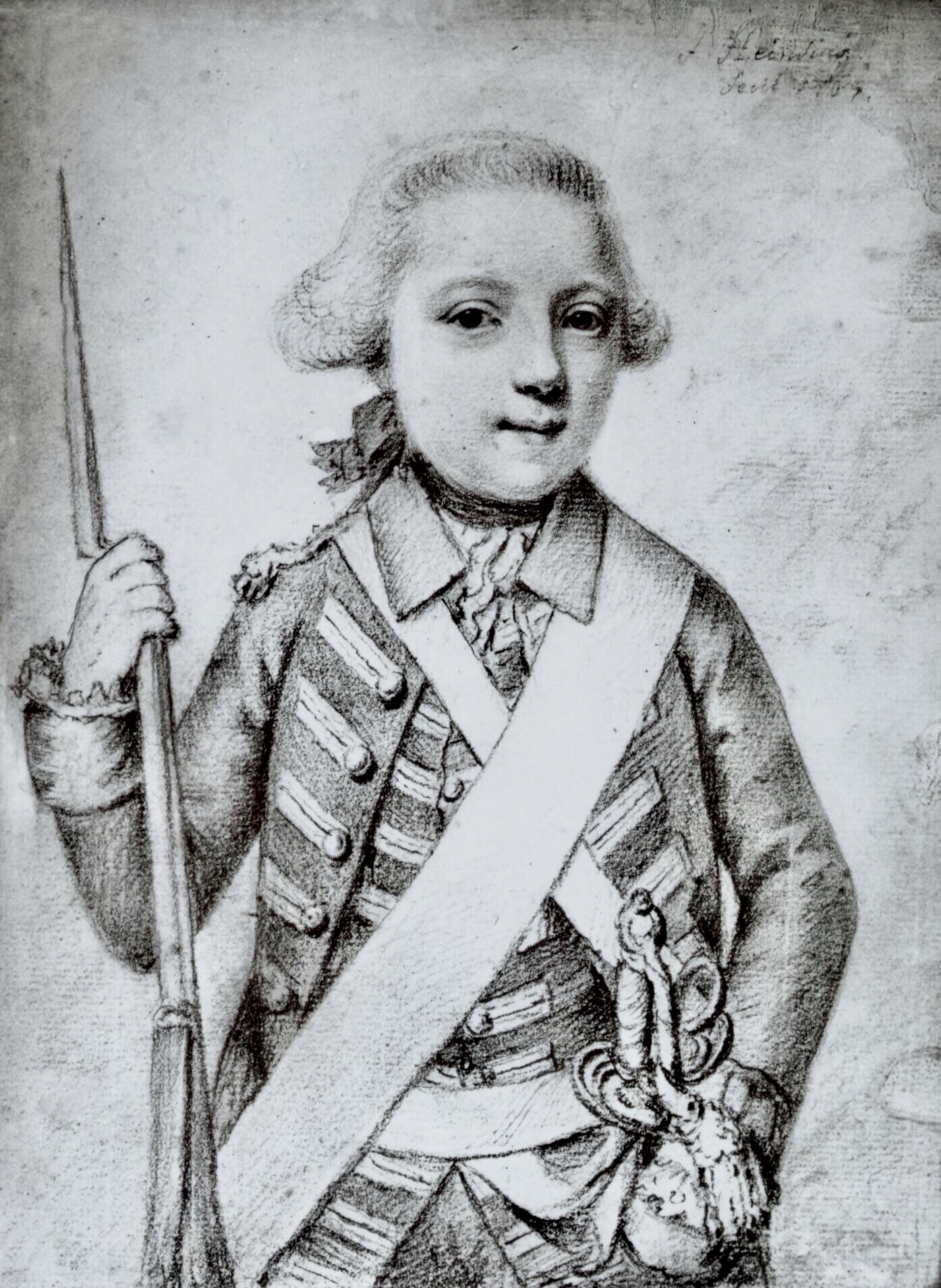
Paul David Sigismund Maurits baron van Nagell op 10-jarige leeftijd, (later Freiherr von Nagell-Gatrop)